# 山内志織
山内 志織（やまうち しおり、1992年11月10日 - ）は、日本の女優、歌手。神奈川県横浜市出身。ベルエージェンシー所属。

## 経歴・人物
神奈川県横浜市生まれ、横浜市育ち。桜美林大学に通っているときに大学の最寄り駅のJR横浜線淵野辺駅前にてにこにこ星淵野辺商店街町興しを兼ねたガールズユニット結成メンバー募集時にスカウトされ、翌年ベルエージェンシー（当時ベルエンターテインメント）に所属する。某舞踊研究所で幼少の頃から13年間モダンダンスを習っていたこともあり、しなやかな体の動きや振付を覚える能力が非常に高い。自身の曲の振付、作詞は自身で行っている。
2011年、神奈川県相模原市のにこにこ星ふちのべ商店会主催の夏祭りイベント「銀河祭り」に出演するダンス音楽ユニット「PopLip」メンバーとして参加。JAXAの「はやぶさ」を応援するユニットとしても活動する。
2012年、PopLipを再編成し、新たにシングルCD「恋する乙女応援歌/regret」をリリース。地域イベントにとどまらず関東圏を中心としてライブ活動を開始。
2013-2014年、JAXA「はやぶさ２」の応援ソング 「Fly High! HAYABUSA2」をリリース。相模原市内における各種 はやぶさ２応援イベント や はやぶさ２関連のTV放送に複数出演。竹書房による『ビジュアルクイーンコンテスト』においてファイナリストとなる。
2015年、映画『鶯谷奇譚 UGUISUDANI』（大木一史監督）の主演(三木あおい役）に抜擢され出演する。この作品をきっかけに演技の世界に飛び込む。同年、映画『失われゆく時間』にも出演する。
2016年、この年より舞台演劇に出演を始め、初舞台は新宿村ライブ。舞台出演二作品目で主演に抜擢される。
2017年-2018年、プレナスなでしこリーグ ノジマステラ神奈川相模原 公認応援ソング「GO FOR IT☆ノジマステラ」をチームに贈呈。同チームのホーム試合のOAに出演する。この年から舞台出演が増え舞台毎月のように舞台に出演する。
2019年、黒田勇樹の舞台「リトルスーサイド」をはじめ、個性的な役に数多くチャレンジし自身の可能性に挑戦する一年となる。
2020年、小野寺丈が旗揚げした劇団の正団員として東京公演、京都公演に出演する。その後、世の中が新型コロナ禍となり各種イベント、公演等の開催が激減したため、これまで行っていたインターネット上のライブ配信を毎日連続で行っている。

## 出演

### 映画
2015年　『鶯谷奇譚 UGUISUDANI』監督:大木一史　脚本:渡辺りつ子　（三木あおい 役）★
2015年　『失われゆく時間』監督:蔵屋敷英樹

### 舞台
2016年
5月　『みちこのみたせかい』アリスインプロジェクト （卯月温子 役）
10月　『ちょうちんおやじの終わらない夜』脚本:西瓜すいか （秋山 祭 役）★
2017年
2-3月　『彼女はきっと魔法を使う2017』ヒロセプロジェクト（美村 鈴 役）★
4月　『＃秘密基地の桜』春夏秋冬プロジェクト（い 役）★
2018年
4月　『この暗闇を超えて、温泉へ行こう！』脚本・演出:黒田勇樹　（チームA ひかり 役）★（チームB 星 刑事 役）
6月　『レンアイドッグス』シザーブリッツ　（ 役）
7月　『ハンムラビの箱庭』ZERO BEAT （ツジリオ 役）
8月　『スーパー名探偵のファイル事件簿』脚本・演出:黒田勇樹　（ジョシュ 役）★
9月　『エクストリーム湯けむり温泉バスツアー -infinity war-』大山劇団 （兵頭美幸 役）
11月　『女子会ｘ男子会＝□□□□』ZERO BEAT （玲菜 役）
2019年
1月　『カルパノーラマ』（桂 役）
2月　『WEEK END』劇団ピンクメロンパン （ペトラルカ 役）
3月　『うねる物語(ペン) ～世界を穿つガールズ・ハイ～』fukui劇 （ミラージュ・フレドリック 役）
5月　『臼い巨塔 -チーム・メディカルドラゴンナイト-』大山劇団　（山下さつき 役）
7月　『THE MIDDLE WORLD』MILE STONE （シューリン 役）
8月　『リトルスーサイド』脚本・演出:黒田勇樹　（荒井晴／サニー 役）★　
10月　『Re:turn ～過去と未来』MILE STONE （アヤ 役）
12月　『坪川内科メンタルクリニック』脚本・演出:黒田勇樹 （ほのか 役）★
2020年
2月　『THE KIDS 2020』LAPITA☆SHIP 脚本・演出:小野寺 丈　（重光麻耶 役）
7-8月　『hood』脚本・演出:太田守信 （浦添小湾 役）
（※★は主演）

### モデル
2019年
　ジャパンメガネコレクション2019 （CP+パシフィコ横浜）
2017年
　ジャパンメガネコレクション (日比谷野外小音楽堂)
2013年
　New Twenty Paradise「Favorite Fashion Show」(ヒカリエ)
　Japan Music Festival (Zeppダイバーシティ東京)
　TOKYO FASION COLLECTION (Zeppダイバーシティ東京)